# قصر تاشاويت
قصر تاشاويت هو قصرٌ (قريةٌ محصنة) في المغرب، يقعُ في منطقة جهة درعة تافيلالت. تبلغ مساحته 0.62 هكتار.